# Alto Nilo (stato)
L'Alto Nilo è uno dei dieci stati del Sudan del Sud, situato nell'omonima mudiriya. La capitale è Malakal.
È attraversato dal fiume del Nilo Bianco, copre una superficie di 77.283 km quadrati e nel 2010 aveva una popolazione di 1.013.629 abitanti.
I tre principali luoghi dove si insediarono missioni cristiane nello stato dell'Alto Nilo sono stati quelle di Dolieb Hill, Lul (missionari cattolici) e Detwoc (missionari cattolici). La città di Kodok è stato il teatro dell'incidente di Fascioda nel 1898.